# Гора Рюмкера
Гора Рюмкера (лат. Mons Rümker) — гора на Місяці, на півночі Океану Бур (координати центра — 40°46′ пн. ш. 58°23′ зх. д. / 40.76° пн. ш. 58.38° зх. д.). Діаметр — близько 70 км, висота — 1,3 км відносно навколишньої поверхні і −1,3 км відносно місячного рівня відліку висот.
Гора Рюмкера є нагромадженням щитових вулканів. Це єдиний подібний об'єкт на Місяці і найбільша на ньому виразна компактна вулканічна височина.
Коли Місяць наближається до повні, гору Рюмкера освітлює ранкове Сонце і її видно навіть у маленькі телескопи, хоча при високому Сонці вона непомітна зовсім. Через два тижні, при вечірньому освітленні, вона знову стає видимою, але спостереженням заважає близькість старого Місяця до Сонця. Крім того, через розташування гори біля краю місячного диска її вигляд залежить від лібрації.

## Назва
Гору названо на честь німецького астронома Карла Людвіга Християна Рюмкера. Це зробив Йоганн Фрідріх Юліус Шмідт на карті, що вийшла 1878 року і стала найдетальнішою на той час. Вперше ім'я Рюмкера з'явилося на карті Місяця ще в 1860-х роках завдяки Джону Лі, який разом із Вільямом Бертом працював над селенографічним проєктом Британської асоціації розвитку науки, але Лі дав це ім'я кратеру, що на всіх основних місячних картах вже називався Кірхом, і пропозиція не отримала підтримки.
Коли гори торкаються перші промені Сонця, вона виглядає кільцеподібною, і в XIX столітті її вважали зруйнованим кратером. Тому Шмідт назвав її, подібно до кратерів, просто прізвищем вченого — Rümker. 1935 року цю назву разом із багатьма іншими місячними найменуваннями затвердив Міжнародний астрономічний союз, а 1961 року він вирішив вживати міжнародні назви місячних гір із латинським терміном Mons — «гора».
Кілька вершин гори Рюмкера та її околиць мали власні позначення грецькими літерами: Рюмкер β (найвища вершина) — південніше центра гори, Рюмкер α — на північно-західному краю, Рюмкер ζ — на північно-східному, Рюмкер θ — острівець біля східного краю, Рюмкер η та Рюмкер ξ — острівці далі на південний схід. Позначення Рюмкер β 1935 року було затверджене Міжнародним астрономічним союзом, а 1973 року скасоване ним разом із іншими літерними позначеннями місячних височин.

## Розташування та суміжні об'єкти

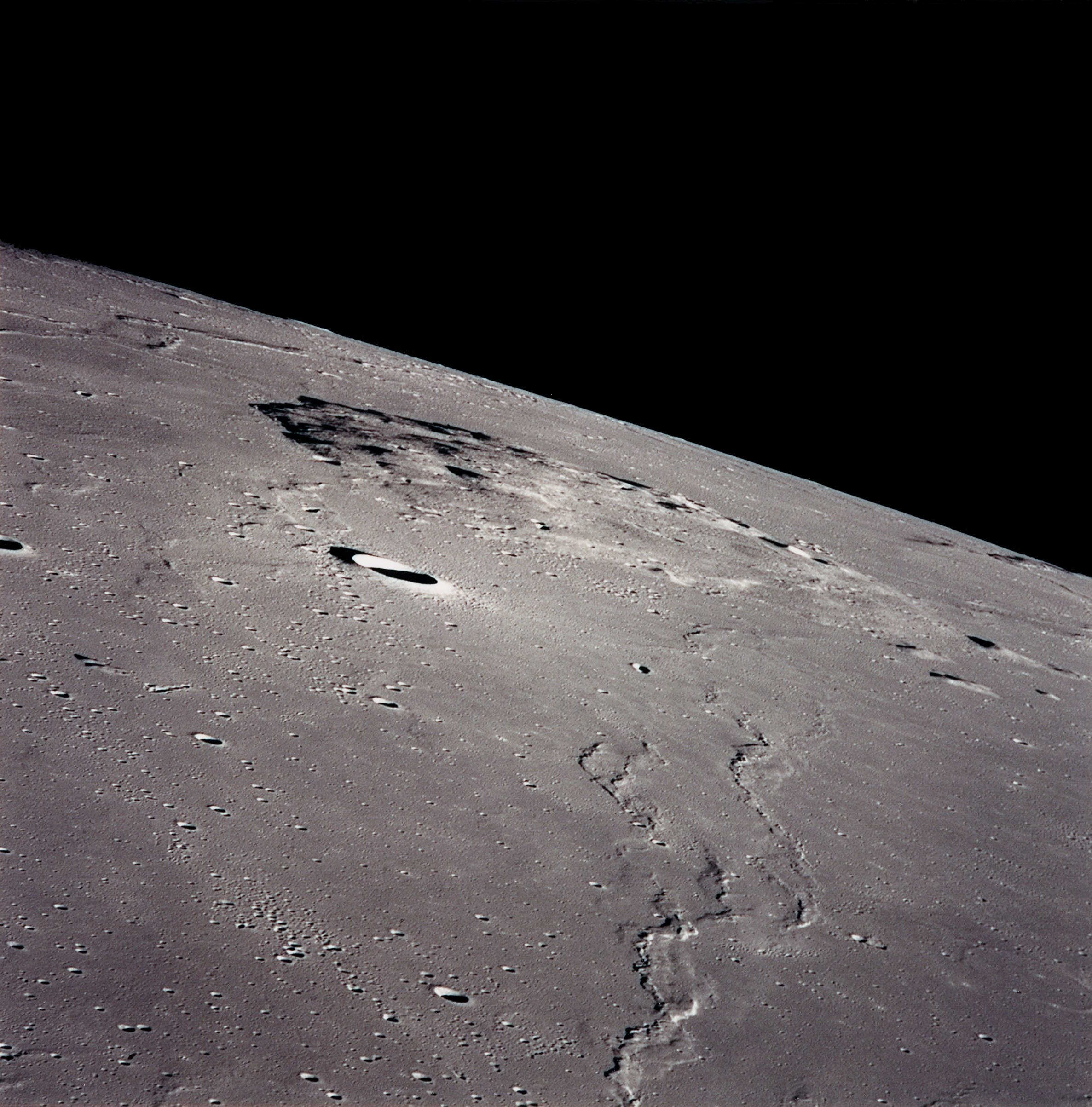
Знімок «Аполлона-15» із південного сходу (1971). Найбільший кратер — Рюмкер E.

Гора Рюмкера — найпримітніша деталь рельєфу на півночі Океану Бур і один із трьох основних його вулканічних комплексів (разом із плато Аристарха та пагорбами Маріуса). Вона стоїть неподалік Затоки Роси на морській рівнині, перетятій кількома безіменними грядами. Висота поверхні в цьому регіоні плавно збільшується на південь.
Гора розташована на межі двох лавових покривів, що простягаються від неї на південний захід та на північний схід. Їх розрізняють за спектральними властивостями, які свідчать, що в другому покриві дещо менше оксиду заліза й набагато більше оксиду титану. Їхній вік, судячи з підрахунку накопичених кратерів, становить 2,0-2,3 та 1,5-2,5 млрд років відповідно.
На сході від цих лавових покривів лежить покрив, що вирізняється найбільшим у регіоні вмістом заліза та титану і, за деякими оцінками на основі підрахунку кратерів, найменшим на Місяці віком. 2020 року туди був відправлений посадковий модуль космічного апарата «Чан'е-5», і радіоізотопний вік доставлених ним зразків теж виявився найменшим для датованих цим методом місячних базальтів: 2,030 ± 0,004 або 1,963 ± 0,057 млрд років (за підрахунком кратерів було отримано оцінки 1,21 ± 0,03, 1,49 ± 0,17 та 2,07 ± 0,03 млрд років).

## Опис
Гора Рюмкера займає площу близько 4000 км2 і об'єм 1400 — 1800 км3. Найвища її вершина — вулканічний купол, розташований у її південній частині і відомий під неофіційною нині назвою Рюмкер β. Його вершина лежить на 1280 або на 1271 м нижче за місячний рівень відліку висот. Відносно своєї основи він теж є найвищим куполом гори: 425 м. Найнижча точка в межах гори лежить на дні кратера Рюмкер C: 2777 м нижче нульового рівня.
За діаметра основи близько 70 км висота гори сягає лише 1,3 км. Таким чином, її схили дуже пологі — на 3/4 її площі похил менший за 3°, а в середньому по горі становить 2,7°. По краях гори він сягає 6—15°, створюючи досить чіткий, особливо з західного боку, уступ. Підніжжя гори затоплене морською лавою.
На відміну від більшості місячних височин, гора Рюмкера має темне забарвлення, як і навколишнє море.
Гора створює позитивну аномалію Буге (гравітаційну аномалію з поправкою на тяжіння деталей рельєфу), що вказує на існування під її поверхнею порід підвищеної густини — по всій видимості, магматичних. Згідно досліджень гравіметричних даних супутника GRAIL, вони є основним матеріалом гори; крім того, скупчення щільних порід (густиною понад 3 г/см3 при густині материкової кори в середньому 2,55 г/см3) існує на глибині близько 6-18 км під нею. Ймовірно, це колишнє магматичне вогнище, від якого живилися вулкани гори.

### Вулканічні куполи
Гора Рюмкера має кілька виразних округлих вершин. Вони виглядають як типові місячні куполи — поширені в місячних морях височини вулканічного або інтрузивного походження. На горі можна розрізнити принаймні 6-10 куполів. 1974 року на знімках супутника Lunar Orbiter 4 їх було нараховано понад 30, але 2017 року на основі альтиметричних та фотографічних даних апаратів SELENE та LRO існування деяких куполів було спростовано, натомість було виявлено нові. За даними цієї роботи, на горі Рюмкера є 22 куполи. Їх інтерпретують як щитові вулкани. Іноді гору розглядають як єдиний щитовий вулкан із багатьма центрами виверження.
Ширина основи цих куполів лежить у межах 2—14 км, а висота — в межах 70—425 м. Їх схили, як і у гори в цілому, дуже пологі: з середнім похилом від 1,9 до 10,8°. 6 куполів мають на вершині кратер, що може бути вулканічним.

### Звивисті борозни
На горі Рюмкера є кілька звивистих борозен, інтерпретованих як русла лавових потоків. Вони розташовані по краях гори, звідки спускаються до Океану Бур, і всі відносно маленькі. Найбільша з них сягає довжини близько 10 км і ширини близько 0,5 км. Вона тягнеться південним схилом від основи одного з куполів до океану, а посередині сполучається з маленьким кратером.

### Уступи та гряди
На заході гори лежить 60-кілометрова гряда шириною до 2,5 км, що південним кінцем проходить по краю гори і виходить в океан. На північному сході тягнеться 23-кілометрова гряда, що на півдні переходить у 35-кілометровий уступ. Ці дві гряди та уступ утворюють майже повне кільце діаметром близько 50 км, що на південному заході збігається з краєм гори. Вигляд уступу мають і деякі інші ділянки її краю, особливо на заході.

### Кратери
На поверхні гори є лише невеликі кратери. Найбільший із них (4,3 км) має власне позначення — Рюмкер C. Він розташований на півночі гори і примітний неправильною формою та припіднятим на південному заході валом, що вказує на його утворення від похилого удару з північного сходу. На північному краї гори є й кілька інших подібних кратерів; крім того, цей край вкритий характерними плавними нерівностями, витягнутими так само на північний схід — у бік Затоки Райдуги. Ймовірно, все це сліди викидів від удару, що створив її басейн.
Інші кратери гори переважно менші за 2 км. Багато з них, судячи з неправильної форми й розташування групами, теж є вторинними. Основним джерелом останніх є розташований за 25 км від гори молодий кратер Рюмкер E, а деякі, ймовірно, належать кратерам Аристарх, Коперник, Гарпал та Піфагор.

### Склад ґрунту
Гора Рюмкера має чітку межу як у рельєфі, так і в складі ґрунту. Вона відрізняється від навколишнього моря меншим вмістом титану та заліза. Ця різниця найбільша з північно-східного боку, де, згідно зі спектральними даними, вміст TiO2 становить 1-2 %, а FeO — 10-15 %, тоді як у лаві довкола гори — в середньому 4 та 17 % відповідно (втім, з великими відмінностями в різних місцях). Разом із тим ґрунт гори за складом ближчий до морської лави (базальту), ніж до материкових порід. Ознаки наявності значної домішки останніх є лише на північному сході, причому вони, ймовірно, є викидами з віддалених кратерів. Особливості складу ґрунту гори призводять до її тонкої відмінності за відтінком від моря, але оком це не помітно і при високому Сонці гора Рюмкера не вирізняється з-поміж околиць.
Деякі радарні та спектрометричні дослідження вказують на наявність на горі не лише лави, а й дрібнозернистих пірокластичних викидів, але інші дані цього не підтверджують.

## Геологічна історія
Походження гори Рюмкера явно вулканічне, але деталі її формування неясні і чому такі об'єкти не з'явилися більш ніде на Місяці, невідомо.
Найстаршими деталями рельєфу гори є сліди падіння викидів басейну Затоки Райдуги, що вкривають її північний схил. В інших місцях гори вони знищені тамтешніми виверженнями, а довкола неї залиті лавою Океану Бур. За результатами підрахунку кратерів, вік цих слідів становить 3,71+0,04
−0,05 млрд років.

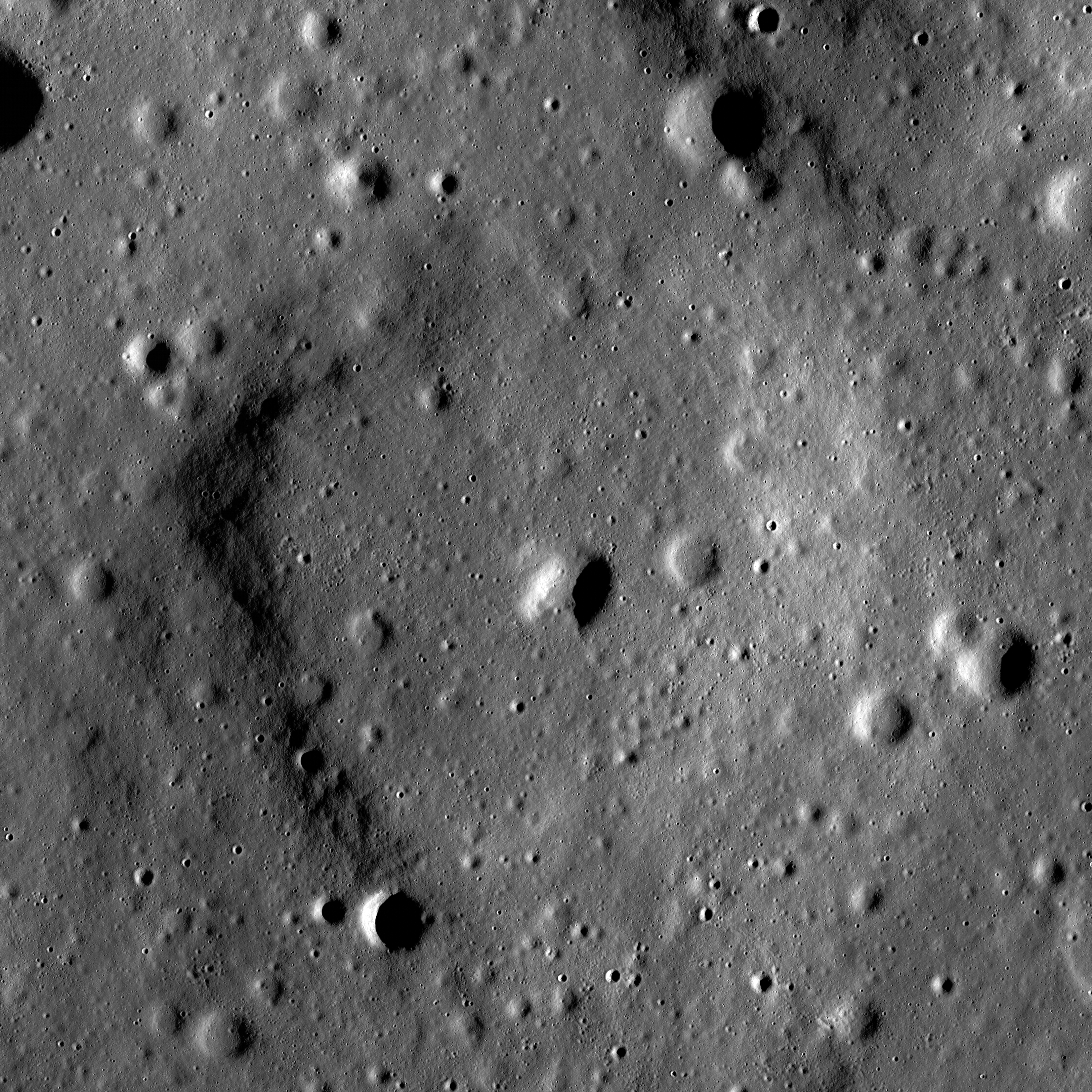
Купол на південному заході гори, вік якого оцінений у 2,91 млрд років. Ширина — 5,6×6,8 км, висота — 180 м; кратер у центрі, ймовірно, вулканічний. Знімок LRO; ширина — 10 км.

Інші деталі поверхні гори, зокрема вулканічні куполи, сформувалися пізніше. Для двох рівних ділянок у її східній половині отримано оцінки віку 3,58+0,03
−0,04 та 3,51+0,04
−0,06 млрд років. Приблизно такий же вік у двох низьких куполів на північному сході (3,53+0,06
−0,09 та 3,43+0,11
−0,46 млрд років). Більш крутосхильні куполи на півдні виявилися молодшими: 3,04+0,31
−0,94 млрд років у найвищого купола та 2,91+0,42
−0,99 млрд років у його сусіда. Крутість схилів та малий вік можуть бути пов'язані: наприкінці вивержень лава, ймовірно, була холоднішою і, як наслідок, в'язкішою, до того ж поступала повільніше.
В Океані Бур навколо гори Рюмкера виверження тривали і до її формування, і ще довго після нього, затопивши лавою її підніжжя. Найстаріша лава, що нині видна на поверхні океану, має вік 3,7-3,8 млрд років; по всій видимості, вона є і в околицях гори, але там вкрита більш молодою. В цьому регіоні найстаршими видимими пластами морської лави є ті, що лежать на заході та на півночі від гори: вони мають вік 3,2-3,5 та 3,3-3,5 млрд років (пізньоімбрійська епоха). Другий із них межує з маленькою ділянкою північного краю гори. Решта суміжного з нею лавового покриву набагато молодша (ератосфенівський період): на південному заході — за різними оцінками, 2,30 ± 0,10, 2,03 ± 0,33 або 2,02 ± 0,16 млрд років, а на північному сході — 1,51 ± 0,07, 2,06 ± 0,24 або 2,54+0,41
−0,50 млрд років.
Крім вулканізму, на вигляд гори вплинули тектонічні процеси, що створили дві гряди. Згодом на ній з'являлися лише дрібні кратери від ударів космічних тіл та від падіння викидів великих кратерів в околицях.

## Супутні кратери
Ці кратери, розташовані в околицях гори Рюмкера, називаються ім'ям Рюмкер із доданням великої латинської літери:
| Рюмкер | Координати                                                | Діаметр, км |
| ------ | --------------------------------------------------------- | ----------- |
| C      | 41°35′ пн. ш. 58°05′ зх. д. / 41.58° пн. ш. 58.09° зх. д. | 4,3         |
| E      | 38°38′ пн. ш. 57°08′ зх. д. / 38.64° пн. ш. 57.14° зх. д. | 6,8         |
| F      | 37°16′ пн. ш. 57°17′ зх. д. / 37.26° пн. ш. 57.28° зх. д. | 5,0         |
| H      | 40°20′ пн. ш. 52°46′ зх. д. / 40.33° пн. ш. 52.76° зх. д. | 4,0         |
| K      | 42°15′ пн. ш. 56°02′ зх. д. / 42.25° пн. ш. 56.04° зх. д. | 3,0         |
| L      | 43°34′ пн. ш. 57°20′ зх. д. / 43.57° пн. ш. 57.33° зх. д. | 3,4         |
| S      | 42°35′ пн. ш. 63°05′ зх. д. / 42.58° пн. ш. 63.08° зх. д. | 3,0         |
| T      | 42°31′ пн. ш. 64°45′ зх. д. / 42.51° пн. ш. 64.75° зх. д. | 3,2         |

## Посадки космічних апаратів
- 1 грудня 2020 року приблизно за 130 км на північний схід від краю гори Рюмкера (43°03′27″ пн. ш. 51°54′58″ зх. д. / 43.0576° пн. ш. 51.9161° зх. д.) здійснив посадку спускний модуль космічної станції «Чан'е-5», який зібрав там 1,731 кг зразків реголіту[44][45][32]. Раніше деякі дослідники пропонували відправити апарат на саму гору — на один із вулканічних куполів або на посічений кратерними викидами північний край[2][36][40]. Врешті-решт апарат був посаджений у рівнинному місці Океану Бур, яке привернуло увагу науковців особливостями складу лави, надзвичайно малим її віком (що важливо для калібрування методу датування за допомогою підрахунку кратерів), віддаленістю від усіх інших регіонів Місяця, звідки доставляли зразки, а також рівною поверхнею, що сприяє успішній посадці[1][29][46][47].